# الحرية الدينية في أفغانستان
في السنوات الأخيرة، تغيرت أوضاع الحرية الدينية في أفغانستان لأن حكومتها الحالية بدأت في عملها منذ عام 2002 فقط، وذلك بعد الاجتياح الأمريكي الذي أزاح حكومة طالبان السابقة. يحمل دستور أفغانستان تاريخ 23 يناير، 2004، وتنص بنوده الثلاثة الأولى على أن:
1. أفغانستان جمهورية إسلامية، مستقلة، موحدة، لا تتجزأ.
2. دين الإسلام المقدس هو الدين الرسمي لجمهورية أفغانستان الإسلامية. وأصحاب المعتقدات الأخرى أحرار في ممارسة وأداء حقوقهم الدينية في حدود القانون.
3. لا يوجد أي قانون يخالف مبادئ وأحكام الشريعة الإسلامية في أفغانستان.[1]

يلزم البند السابع من الدستور الدولة بأن تمتثل لقواعد الإعلان العالمي لحقوق الإنسان وغيره من المعاهدات والاتفاقيات الدولية التي تكون أفغانستان جزءًا فيها. يعلن البندان الـ 18 و19 من الإعلان العالمي لحقوق الإنسان أنه من حق الإنسان عالميًا أن يشارك في عمليات التبشير الديني.
في الماضي، عاشت في البلاد أيضًا مجموعات صغيرة من الهندوس والسيخ واليهود والمسيحيين؛ ولكن انتهى الأمر بمعظم أفراد هذه المجموعات بالمغادرة. حتى عندما بلغوا أكبر أعدادهم، شكل هؤلاء الأقليات غير المسلمة 1% فقط من تعداد السكان. تقريبًا كل أعضاء الأقليات الهندوسية والسيخية الصغيرة -الذين بلغوا عدد 500,000 فرد في الماضي- قد هاجروا أو طلبوا اللجوء إلى بلدان أخرى. يقدر عدد غير المسلمين الآن كالهندوس والسيخ بالمئات فقط، وأغلبهم يعمل في التجارة. أما العدد القليل من المسيحيين واليهود هناك؛ فمعظمهم أجانب يزورون البلاد للقيام بأعمال الإغاثة التابعة للمنظمات الأجنبية غير الحكومية.

## التاريخ
فرضت حكومة طالبان تفسيراتها للشريعة الإسلامية، وأسست «وزارة الأمر بالمعروف والنهي عن المنكر» بغرض تعزيز قواها. كانت إحدى مهام الوزارة هي إدارة قوى شرطة دينية لتطبيق أحكام الفتاوى على قواعد اللباس، والتوظيف، والوصول للعناية الطبية، والسلوك، والممارسات الدينية، والتعبير عن الرأي. والأشخاص الذين يتضح أنهم قد خرقوا إحدى الفتاوى؛ يصبحون عرضة للعقاب الذي ينفذ على الفور، والذي تضمن الضرب والاحتجاز.
حاكمت طالبان الأفراد المسلمين التابعين للطوائف الأخرى بالإضافة إلى غير المسلمين.
تقليديًا، كان الإسلام السني التابع للفقه الحنفي هو الطائفة المسيطرة في أفغانستان، ومجموعة طالبان تنتمي إلى تلك المدرسة الإسلامية. كانت مدرسة ديوبند الإسلامية (بالقرب من دلهي) في الهند؛ مصدر إلهام للطائفة السنية منذ نحو 200 سنة. وقد درس معظم قادة طالبان في معاهد دينية في باكستان تابعة لمدرسة ديوبند. كما كانت مدرسة ديوبند منذ مدة طويلة تبذل جهودًا بغرض «تنقية» الإسلام عبر التخلص مما تراه من الشوائب غير الإسلامية في المعتقد، وإعادة التأكيد على النماذج الدينية الموجودة في القرآن والأحاديث النبوية. يعارض علماء الدين التابعين لمدرسة ديوبند ما يرونه ناتجًا عن تأثيرات الغرب.
يلتزم عدد كبير من الشعب  في أفغانستان بالإسلام السني الحنفي العائد لمدرسة ديوبند، ولكن هناك أقلية كبيرة تتبع المذهب الصوفي؛ وهو نسخة باطنية (روحانية) من الإسلام السني الحنفي، يتألف من تنظيمات أخوية تتبع قادة دينيين من أصحاب الشخصيات المؤثرة.
كان الشيعة، تحت حكم طالبان، من أكثر المجموعات المتضررة اقتصاديًا في البلاد. كما يوجد مجموعة عرقية اسمها الهزارة وهي في أغلبيتها تنتمي إلى الإسلام الشيعي.
يوجد أيضًا أعداد قليلة من الإسماعيليين الذين يعيشون في الأجزاء الوسطى والشمالية من البلاد، وهم من الشيعة، لكنهم يعتبرون الآغا خان قائدهم الروحي.

## حرية التعبير فيما يخص الأمور الدينية
في مارس عام 2015، قُتلت امرأة أفغانية عمرها 27 عامًا على يد عصابة في كابول بسبب ادعاءات خاطئة تتهمها بإحراق نسخة من القرآن. بعد ضريها وركلها، ألقت العصابة بالمرأة (فارخوندا) من فوق جسر، وأحرقوا جثتها ورموها في النهر.
منعت طالبان حرية التعبير حول القضايا الدينية أو النقاشات التي تتحدى التعاليم الإسلامية السنية التقليدية. وكان نشر أو توزيع أي نوع من الكتابات الأدبية، حتى الدينية، نادرًا.
عام 1998، وبهدف تعزيز المنع المطبَق؛ تم تجريم امتلاك التلفاز، وأشرطة التسجيل، وأشرطة الفيديو، والأقمار الصناعية. ولكن في تقارير لاحقة، قيل إن العديد من الأشخاص في المناطق المدنية حول البلاد ما زالوا يمتلكون بعض الأجهزة الإلكترونية رغم المنع. استمرت طالبان -في المناطق التي كانت تحت سيطرتها- بتحريم الموسيقى والأفلام والتلفاز لأسباب دينية.

## التمييز على الأساس الديني

### التمييز ضد غير المسلمين
وفقًا لهيومن رايتس ووتش، أصدرت طالبان في سبتمبر 1998؛ مرسومًا يمنع غير المسلمين من إنشاء دور عبادة خاصة فيهم ولكن يسمح لهم بممارسة شعائرهم في الأماكن المقدسة الموجودة مسبقًا، ويمنعهم من انتقاد المسلمين، ويأمر غير المسلمين بوضع قماشة صفراء على أسقف منازلهم لتمييزها عن منازل المسلمين، ويمنعهم من العيش في المسكن نفسه مع المسلمين، ويطلب من النساء غير المسلمات أن يرتدين فستانًا أصفر مع علامة مميزة كي يبتعد عنهم المسلمون. كما يحد دستور الدولة من الحقوق السياسية لغير المسلمين في أفغانستان، فمن المسموح فقط للمسلم أن يصبح رئيسًا للدولة.

### التمييز ضد السيخيين
في مايو عام 2001، ووفقًا للتقارير الإخبارية، فقد أصدرت طالبان فتوى تطالب السيخيين بارتداء إشارات مميزة على ملابسهم. وفي 23 مايو 2001، أعلنت إذاعة طالبان أنه تمت الموافقة على الفتوى من قبل المسؤولين الدينيين. ولكن، يقال أن ملا محمد عمر لم يوقّع على الفتوى ولم تطبقها حكومة طالبان. كانت طالبان تدّعي أن الفتوى المقترحة تهدف إلى حماية المواطنين السيخ من التعرض لمضايقات من الشرطة الدينية. ولكن رأى المراقبون العالميون هذه الفتوى المقترحة على أنها جزء من جهود طالبان الهادفة إلى فصل المواطنين غير المسلمين وعزلهم، وتشجيع المزيد من الهجرات السيخية من البلاد. وتقول التقارير إن ردود فعل السيخيين على ذلك تدرجت من عدم اهتمام البعض إلى غضب البعض الآخر.

### التمييز ضد مجموعة الهزارة الشيعية
كانت المجموعة العرقية المعروفة باسم الهزارة والتي تنتمي في معظمها إلى الإسلام الشيعي تتعرض إلى قمع شديد من قبل حكومة طالبان. كان الصراع بين طالبان والهزارة سياسيًا وعسكريًا بالإضافة إلى كونه دينيًا، ولكن التعارض الديني كان العامل الأهم في تحفيز القمع الذي مارسته طالبان.
اتُهمت طالبان بارتكابها مجازر جماعية بحق الهزارة خاصة في شمال البلاد. وقد زُعِم أن طالبان قتلت آلاف المدنيين والمساجين خلال وبعد احتلالها مدينة مزار شريف  في أغسطس 1998. تفيد التقارير بأن هذه المجزرة الجماعية كانت موجهة بشكل خاص إلى شعب الهزارة.
في سبتمبر 1998، قُتِل نحو 500 شخص أثناء اجتياح طالبان لمدينة باميان وسيطرتهم عليها. ثم استعادت الهزارة السيطرة على باميان في أبريل 1999 بعد اشتباكهم مع طالبان في حروب عصابات لمدة طويلة، ولكن أعادت طالبان احتلال باميان في مايو 1999 وقتلت عددًا من المواطنين الشيعة حسب التقارير.
في يناير 2001، أفادت تقارير عدة منظمات غير حكومية بأن طالبان قتلت عدة مئات من المدنيين الشيعة في مدينة ياكاولانغ في وسط البلاد ضمن مجزرة أقامتها بعد إعادة سيطرتها على المنطقة. ووفقًا للشهود الذين أجرت هيومن رايتس ووتش مقابلات معهم؛ فإن طالبان وبعد سيطرتها على المنطقة، جمعت ضحايا من القرى المجاورة ووضعتهم في مركز المدينة حيث أطلقت النار عليهم أو طعنتهم بالحراب.
بالإضافة إلى اتهامها بارتكاب المجازر الجماعية، هناك اتهامات ضد طالبان أيضًا بقيامها بعمليات تهجير قسري لمجموعات الهزارة والطاجيك وإزعاج وملاحقة هذه الأقليات ضمن المناطق التي تصبح تحت سيطرتها.